# Golf op de Middellandse Zeespelen 2005
Golf is een van de sporten die beoefend werden tijdens de Middellandse Zeespelen 2005 in Almería, Spanje. Er waren vier onderdelen: twee voor mannen, twee voor vrouwen.

## Uitslagen

#### Mannen
| Event       | Goud            | Zilver         | Brons             |
| ----------- | --------------- | -------------- | ----------------- |
| Individueel | Ignacio Sanchez | Julien Grillon | Hamza Hakan Sayin |
| Team        | Spanje          | Turkije        | Frankrijk         |

#### Vrouwen
| Event       | Goud            | Zilver       | Brons            |
| ----------- | --------------- | ------------ | ---------------- |
| Individueel | Maria Hernandez | Elena Giraud | Anne Lise Caudal |
| Team        | Spanje          | Frankrijk    | Italië           |

## Medaillespiegel
| Plaats | Land      | Goud | Zilver | Brons | Totaal |
| 1      | Spanje    | 4    | 0      | 0     | 4      |
| 2      | Frankrijk | 0    | 3      | 2     | 5      |
| 3      | Slovenië  | 0    | 1      | 1     | 2      |
| 4      | Italië    | 0    | 0      | 1     | 1      |
| Totaal | Totaal    | 4    | 4      | 4     | 12     |

1983 (demonstratie) · 1991 · 1993 · 1997 · 2001 · 2005 · 2009 · 2018
Atletiek · Basketbal · Bocce · Boksen · Boogschieten · Gewichtheffen · Golf · Gymnastiek · Handbal · Judo · Kanovaren · Karate · Paardensport · Roeien · Schermen · Schietsport · Tafeltennis · Tennis · Voetbal · Volleybal · Waterpolo · Wielersport · Worstelen · Zeilen · Zwemmen